# Taragmarcha
Taragmarcha is een geslacht van vlinders van de familie sikkelmotten (Oecophoridae).

## Soorten
- T. borbonensis Viette, 1957
- T. filicincta Meyrick, 1930
- T. glutinata Meyrick, 1930
- T. laqueata Meyrick, 1910